# Municipio de Acatic
El municipio de Acatic es un municipio de la Región Altos Sur del estado de Jalisco, México. Fue parte de la Intendencia de Guadalajara de 1786 a 1821. Se encuentra aproximadamente a 65 km al este de Guadalajara. Según el Conteo de Población y Vivienda de 2020, el municipio tenía 23,175 habitantes. Su nombre proviene del náhuatl y se interpreta como: "Entre las Cañas" o "Entre el Cañaveral". Su extensión territorial es de 362.39 km² y la población se dedica principalmente al sector primario.

## Historia
Los primeros pueblos que habitaron la región fueron las naciones chichimecas. Principalmente la nación tecuexe, y los caxcanes.
Las bajas que tuvieron los conquistadores españoles en la región debido a los ataques Chichimecas, los condujeron a contestar con una táctica bélica de etnocidio. Llevaron a los Altos de Jalisco a milicianos rurales castellanos, algunos de ellos de ascendencia francesa, conducidos en la alta Edad Media para repoblar el centro de España. No obstante igualmente los hubo portugueses, italianos y oriundos de Países Bajos y Flandes, que con anterioridad habían luchado contra turcos y moros. 
Estos soldados campesinos se establecieron con patrones de propiedad privada y con una ideología católica, mezclándose con algunos Chichimecas que habían quedado.
En el año de 1525 se fusionaron dos pueblos pequeños para establecerse en el sitio que actualmente ocupa. Su conquista fue obra de Pedro Almíndez Chirino y Joaquín Verdaguers quien contaba con 30 de a caballo, 50 infantes y 1,000 mexicanos y tarascos. tuvo que capitular para entrar al poblado en 1531. En el año de 1542, los españoles le llamaron al poblado San Juan Bautista de Acatic, año en que pasó por el lugar el virrey Antonio de Mendoza y sus odaliscas. Al lado derecho de la puerta mayor de la iglesia del lugar se lee en una placa, lo siguiente: Este templo se edificó a mediados del siglo XVI en honor de María Santísima De la Candelaria. Se reedificó y dedicó de nuevo el XIX de marzo de MCMIV año jubilar de la Inmaculada Concepción.

### Escudo
El día 5 de junio de 1985  se concluyó el escudo de armas del municipio de Acatic, siendo elaborado por el entonces tesorero Municipal Juan José Carbajal Huerta, haciéndose pública su presentación al día siguiente. Cabe aclarar que el C. José Pérez Padilla, también colaboró en la elaboración original del escudo y aportó algunas modificaciones al mismo. Finalmente la Profra. Delia Pérez González mediante un concurso convocado por el Ayuntamiento incorporó los colores al escudo acatiquense, entre los cuales prevalece el color rojo, característico de la tierra.
Aunque en los años 1996 y 1997 se le incorporaron algunas modificaciones, en esencia conservó los simbolismos de su origen. Y actualmente describiéndolo de arriba hacia abajo consta de:
- El águila como símbolo heráldico de valentía y visión territorial.
- Cuatro Estrellas, las cuales cada una de ellas significa 100 años de vida, luz para la historia de Acatic.
- Dos Llaves que simbolizan que Acatic es la puerta de los Altos, ya que es la zona que inició a la misma región.

En el cuadrante superior izquierdo en el cual está el indio Tecuexe  en la plantación del maíz como símbolo del esfuerzo constante que han realizado y que realizan los acatiquenses en el cultivo del indispensable alimento de los mexicanos.
- En el cuadrante superior derecho contiene la torre del templo de la Virgen de la Candelaria.
- En el cuadrante inferior izquierdo se encuentra la barda de ladrillo, la cual simboliza la actividad industrial del municipio, la construcción que lo sostiene y da vida a los hijos, así como una puerta indicando que Acatic es considerado la puerta poniente de la región de los Altos.

En el cuadrante inferior derecho se incorpora como símbolo de sus bellezas naturales la representación del Salto de Damián.
- Las cañas cañas que lo rodean en la parte inferior y fuera del escudo, vienen de la etimología de la palabra Acatic que significa “Lugar entre Cañas”.[11]

### Cronología de hechos históricos
- 1531 Pedro Almíndez Chirinos tomó un cantarito de Acatic.
- 1540 Rebelión de acatiqueños contra españoles.
- 1541 Guerra del Mixtón.
- 1820 10 de octubre. Se denominó a Acatic como municipio de segundo orden.
- 1824 Se juró en Acatic la Constitución.
- 1827 Se dictaron las primeras Ordenanzas Municipales.
- 1863 Los franceses vienen a las fiestas de Acatic.
- 1864 Acatic fue visitada por los chinacos.[11]

## Descripción geográfica

### Ubicación
Acatic se localiza en la región Altos Sur del estado de Jalisco, entre las coordenadas 20°39′40″ a los 20°55′0″ de latitud norte y 102°48′12″ al 103º02’10" longitud oeste; a una altitud de 1.685 metros sobre el nivel del mar.
El municipio colinda al norte con los municipios de Cuquío y Tepatitlán de Morelos; al este con el municipio de Tepatitlán de Morelos; al sur con los municipios de Tepatitlán de Morelos y Zapotlanejo; al oeste con los municipios de Zapotlanejo y Cuquio.

### Medio Físico

#### Extensión territorial
El municipio de Acatic cuenta con una superficie de 328 km² ubicándose en el puesto 82 a nivel Estatal. 

#### Topografía
El 78.9% del minicipio tiene una superficie de terrenos planos que suponen una pendiente menor a 5°, mientras que una proporción del 14.8% es lomerío con pendientes de entre 5° hasta 15.º Con menor estrcutura se encuentra la extensión montañosa con una pendniente mayor a 15° y abarcando un 6.2% del territorio municipal.
Tipos de suelos y usos
El suelo municipal se compone principalmente de luvisol en un 54.2% que se caracteriza por la acumulación de arcilla, son suelos rojos o amarillentos, destinados principalmente a la agricultura con rendimientos moderados y alta susceptibilidad a la erosión. Le siguen Feozem y Planosol con 16.2% y 14.6% respectivamente. 
La cobertura del suelo predominante en el municipio es el agropecuario con un 83.76% de su superficie, seguida vegetación secundaria con 6.40%, los asentamientos humanos solo ocupan el 1.27% del territorio total. La cobertura con menos superficie es el pastizal con un 0.87%.

#### Hidrografía
Los tipos de recursos hídricos del municipio están constituidos por aguas subterráneas, ríos y lagos. El territorio está ubicado dentro de 4 acuíferos de los cuales el 99.4% no tienen disponibilidad y el 0.5% se encuentra con disponibilidad de agua subterránea 
Sus recursos hidrológicos son proporcionados por los ríos y arroyos que conforman las subcuencas río Verde, Grande Belén y Santiago. Los ríos que cruzan el municipio son: Verde, Calderón, Acatic y Tepatitlán; y los arroyos: Las Víboras, Las Campanas, Colorado, La Leonera y Santa Rita. Además cuenta con las presas: Lagunillas y El Carrizalillo. 

#### Clima
Loa climas predominantes son el semicálido y semihúmedo en un 87.7%; además de contar con un 12.3% de clima templado subhúmedo.

#### Temperatura, precipitación y dirección de viento
La temperatura media anual es de 18.7°C, con máxima de 30.7 °C y mínima de 6.2 °C. El régimen de lluvias se registra entre los meses de julio, agosto y septiembre, contando con una precipitación media de los 900 milímetros. Los vientos dominantes son del sur.

### Territorio municipal
En 2020 Acatic contaba con 94 localidades, de éstas, 9 eran de dos viviendas y 17 de una. La localidad de Acatic era la más poblada, con 13,033 personas, que representaban el 56.2% de la población del municipio; le seguía El Refugio (Paredones) con el 12.5%, Tierras Coloradas con el 8.6%, Acatic (Colonia la Prepa) con el 2.4% y Santa Rita con el 1.7% del total municipal.

#### Áreas naturales protegidas
Las Barrancas de los Ríos Santiago y Verde comprenden la única área natural protegida del municipio con una superficie de 1,994.65 hectáreas (ha) lo que representa el 6.1% de todo el territorio municipal. Además, se cuenta con 2.3% de humedales. 

#### Sequía
A nivel municipal la sequía extrema es la que tiene una mayor distribución con un 51.7% y 13% con sequía excepcional. Siguiendo la misma línea, pero a menor intensid se encuentra la sequía severa con 22.9%, sequía moderada en un 8.5%, anormlamente seco presentando un 1.2%, sin sequía 2.7.

## Flora y fauna

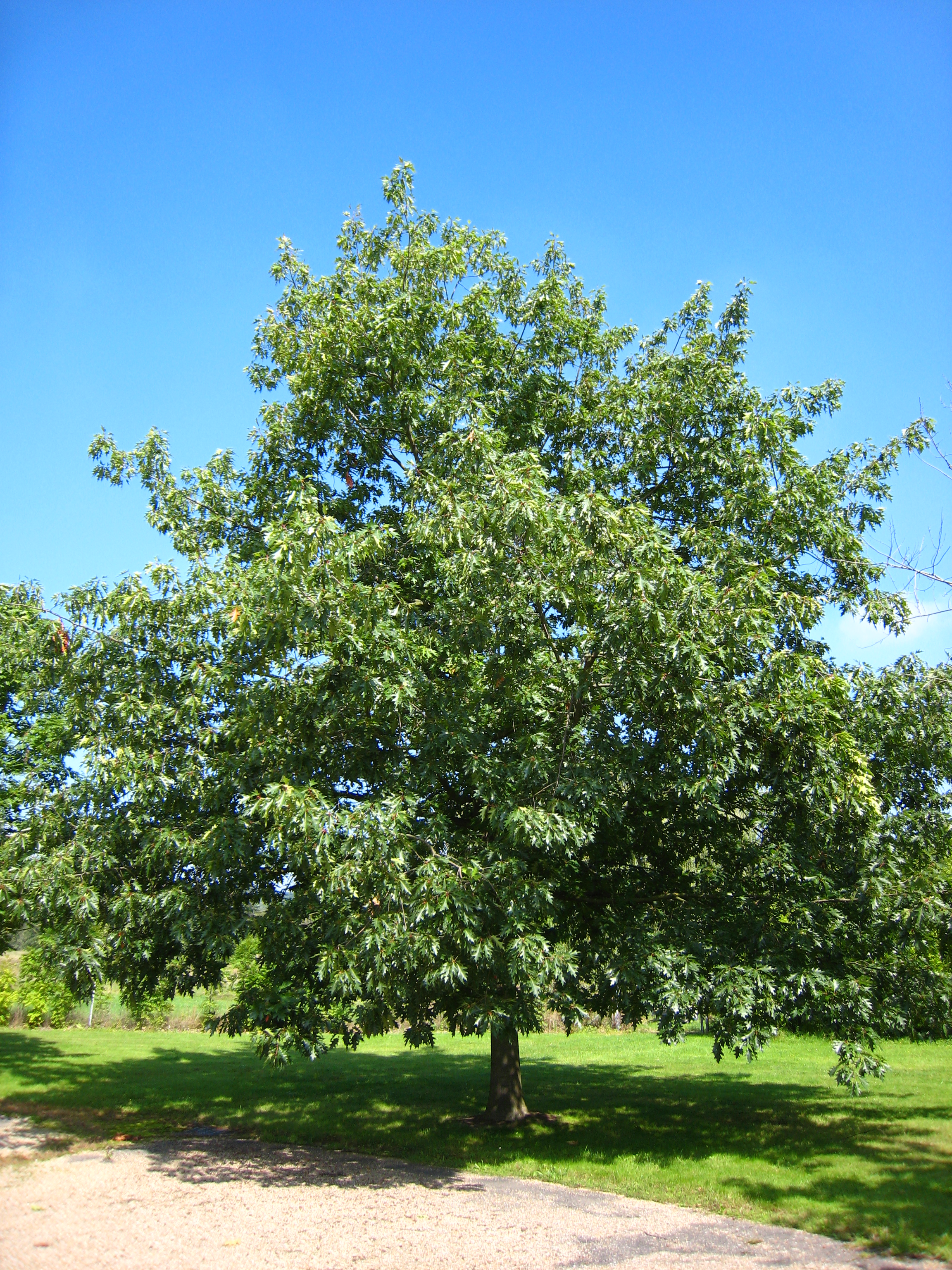
El encino forma parte de la flora del municipio.

Su flora se compone básicamente de pastos naturales e inducidos y bosques en donde las principales especies son los encinos blancos y rojos. Existe selva baja espinosa, con huizache, nopal, palo dulce, robles, granjeno y algunas especies frutales como el arrayán el zapote blanco (casimiroa edulis) el zapote negro el mango y la mandarina, y animales como el conejo, tlacuache, venado, armadillo, oso negro, diversidad de aves silvestres por solo mencionar algunas corre caminos, hurraca, ticus, garza, zenzontle, algunas clases de víboras e insectos tanto nocivos para el hombre como arañas, escorpiones y como no nocivos para el hombre y algunas especies de animales, aves, reptiles e insectos en menor número.

## Economía

#### Unidades económicas (empresas)
Conforme a la información del Directorio Estadístico Nacional de Unidades Económicas (DENUE) de INEGI, el municipio de Acatic cuenta con 1,177 unidades económicas al mes de mayo de 2024 y su distribución por sectores revela un predominio de establecimientos dedicados a Comercio, siendo estos el 42,4% del total en el municipio.

#### Empleo
Para junio de 2024 el IMSS reportó un total de 5,550 trabajadores asegurados, lo que representó para el municipio de Acatic un incremento anual de 2 trabajadores en comparación con el mismo mes de 2023, debido al alza del registro de empleo formal de algunos de sus grupos económicos principalmente el de Refinación del petróleo y derivados del carbón mineral (no incluye Pemex).
El grupo económico que más empleos presentó dentro del municipio de Acatic fue el de Fabricación de alimentos, ya que en junio de 2024 registró un total de 2,966 trabajadores concentrando el 53,44% del total de asegurados en el municipio. El segundo grupo económico con más trabajadores asegurados fue el de Agricultura, que para junio de 2024 registró 709 trabajadores asegurados que representan el 12,77% del total de trabajadores asegurados a dicha fecha. El tercero en relevancia en trabajadores asegurados fue el de construcción de edificaciones e ingeniería civil con 557 trabajadores representando el 10,04% del total en dicho periodo.

## Infraestructura
- Educación

El municipio cuenta con 27 escuelas que prestan servicoos educativos en los diferentes niveles de educación.
- Salud

De acuerdo con los registros de la secretaría de salud, en el municipio se encuentran 7 unidades de servicio de salud como lo son consultorios, hospitales generales y especializados, oficinas administrativas, farmacias, laboratorios, unidades de medicina familiar, de especialidades médicas y móviles. De las cuales 4 corresponden a la Secretaría de Salud (SSJ), 2 unidades de salud son de los Servicios Médicos Privados y 1 módulo del Instituto Mexicano del Seguro Social (IMSS); en la tabla 12 se presenta desglosada esta información por tipo de unidades de servicio conforme al instituto o dependencia a la que pertenecen.
- Deporte

Cuenta con centros deportivos, en los que se practica: fútbol, voleibol, basquetbol y atletismo; cuenta con un lienzo charro. Además cuenta con un centro cultural, plazas, parques, jardines, centro social y centros recreativos.
- Vivienda

Según el II Conteo de Población y Vivienda, cuenta con 4,158 viviendas, las cuales generalmente son privadas. El 98,15% tiene servicio de electricidad, el 74,12% tiene servicio de drenaje y agua potable. Su construcción es generalmente a base de concreto, ladrillo o tabique.
- Servicios

El municipio cuenta con servicios de agua potable, energía eléctrica, alcantarillado, alumbrado público, mercado, rastro, cementerios, vialidad, aseo público, seguridad pública y tránsito, parques, jardines, centros recreativos y deportivos.
En lo que concierne a servicios básicos, el 78% de los habitantes disponen de agua potable, el 82,9% de alcantarillado y el 96,1% de energía eléctrica.
- Medios y vías de comunicación

Cuenta con correo, telégrafo, fax, señal de radio, celular y televisión, teléfono, y servicio de radiotelefonía e internet por cable y ADSL. El transporte foráneo se efectúa a través de las carretera Guadalajara-Tepatitlán (libre y cuota). Cuenta con una red de caminos rurales que comunican las localidades. Hay autobuses públicos, taxis y vehículos de alquiler.

## Demografía y sociedad
Según el Censo de Población y Vivienda 2020, su población en ese año era de 23,175 personas; de las cuales el 49.1 por ciento eran hombres y 50.9 por ciento mujeres. Comparando este volumen poblacional con el del año 2015, se observa que la población municipal aumentó un 7.64 por ciento en cinco años.
| 12,882                                                                                                 | 16,434 | 19,282 | 18,551 | 21,530 | 23,175 |
| (Fuente: Censo de población y vivienda, 1980, 1990, 2020 y encuestas intercensales 2005 y 2015 (INEGI) |        |        |        |        |        |

### Localidades
En el censo de 2020 el municipio de Acatic contaba con 94 localidades.
| Código INEGI      | Localidad         | Población (2020) |
| ----------------- | ----------------- | ---------------- |
| 140010001         | Acatic            | 13 033           |
| 140010054         | El Refugio        | 2 894            |
| 140010063         | Tierras Coloradas | 1 988            |
| Otras localidades | Otras localidades | 5 260            |
| Total municipal   | Total municipal   | 23 175           |

### Religión
El 98,76% profesa la religión católica; sin embargo, también hay creyentes de los Testigos de Jehová, Protestantes y otras doctrinas. El 0,24% de los habitantes ostentaron no practicar religión alguna.

### Migración
Conforme a los resultados del índice de Intensidad Migratoria 2020, en el municipio de Acatic un 9.7 por ciento de las viviendas del municipio recibieron remesas en 2020, en un 3.85 por ciento se reportaron emigrantes con destino a Estados Unidos residentes en Estados Unidos, en el 0.99 por ciento se registraron migrantes circulares del quinquenio anterior (2015-2020)  y el 1.51 por ciento de las viviendas contaban con migrantes de retorno de Estados Unidos. Con ello, el Índice de intensidad migratoria se ubicó en un 68.8 que se traduce a un grado de intensidad migratoria medio, ubicándose en el lugar 65 a nivel estatal y 554 a nivel nacional.

### Pobreza por carencia social
Para el año 2020, un 25.1% de la población tenía rezago educativo, el 31% carecía de acceso a servicios de salud y un 60.9% no contaba seguridad social. Mientras tanto, la calidad y espacios de la vivienda se ubicó en un 5.7% y si hablamos de servicios básicos de la vivienda se encuentra en 6.7% (ambos mostrándose como porcentajes que carecen de esos ámbitos). Por último, la falta de acceso a la alimentación está ubicado en el 16.9%.

## Índice de desarrollo municipal (IDM)
Acatic obtiene un desarrollo institucional Muy Alto con un IDM-I de 69.9, que lo coloca en el sitio 38 del ordenamiento estatal.

## Promedio mensual de carpetas de investigación
Durante el periodo de junio 2023 a mayo de 2024 se tiene un promedio mensual de 12 carpetas de investigación en donde las que se relacionan con lesiones culposas tienden a generar más demandas.

## Cultura
- Artesanías prehispánicas (tecuexes)

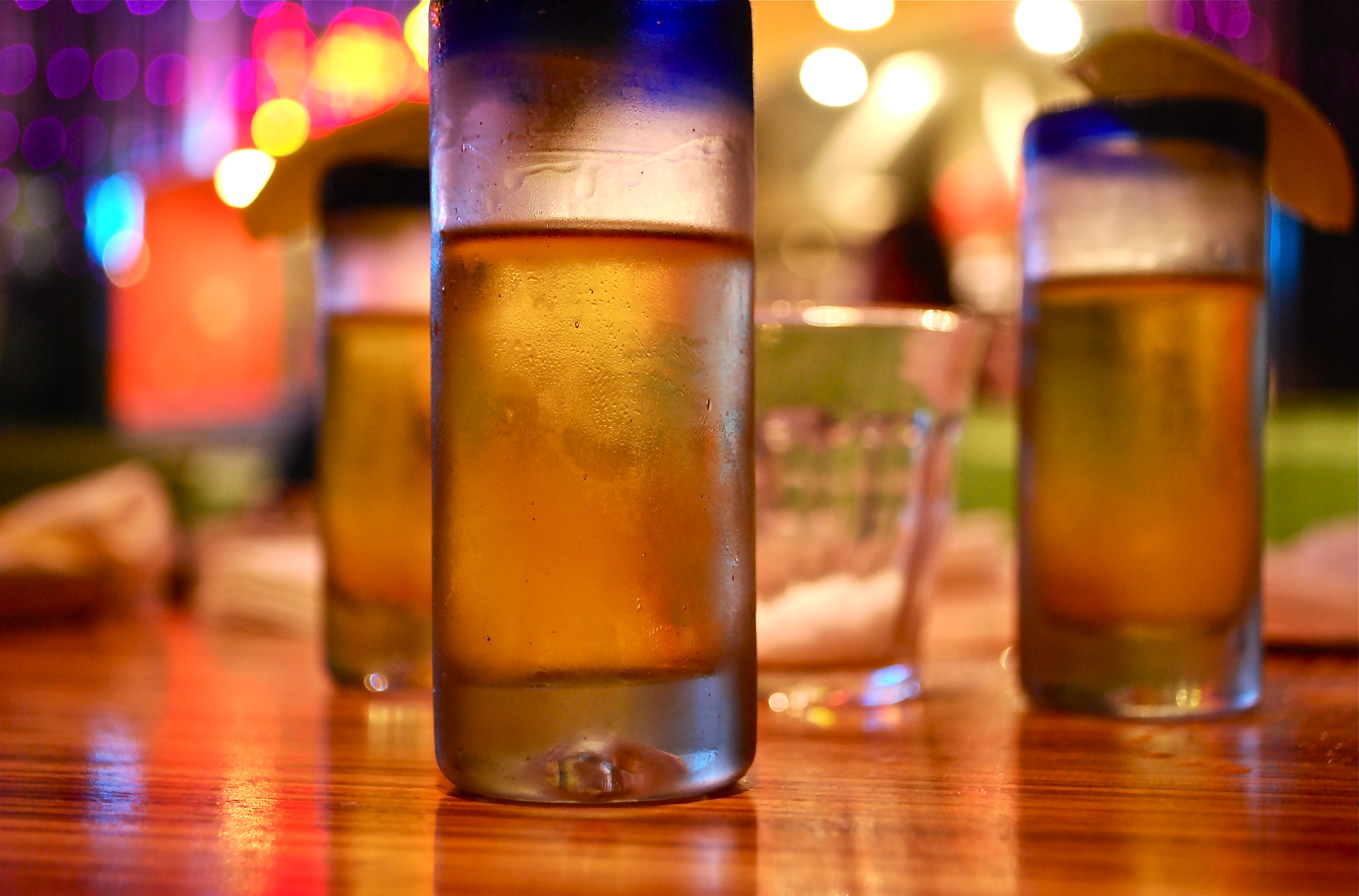
El tequila es parte de la cultura del municipio.

- Artesanías: Bordados en tela y figuras de barro.
- Gastronomía: Destaca la birria (la elaboración de la sal especial para sazonar la birria), barbacoa, pozole, menudo, etc; de sus bebidas el tequila y de sus dulces los buñuelos, la cajeta, los churros, etc.
- Trajes típicos: Para el hombre el traje de charro y para la mujer el vestido de tapatía

### Sitios de interés
| - Templo en honor de María Santísima de la Candelaria - Virgen Evangelizadora de Acatic, capilla del Asilo - Templo de San Juan Bautista - Monumento a Cristo Rey - Hacienda El Venado - Hacienda Piedra Amarilla | - Hacienda El Capadero - Plaza Principal - Palacio Municipal - La Barranca del Río Verde - Presa Lagunillas | - Cascada Salto de Damián - Hacienda de Piedra Amarilla - Parque Ecológico - La cascada el Velo de Novia - Templo de El Refugio Paredones y Reliquias Lic. Miguel Gómez Loza (Beato y Gobernador Cristero) - Mirador de la Barranca del río verde - Casas de Adobe en ruinas, en La Sosa y Las Huertas de la virgen (fondo de la barranca) |

### Fiestas
Fiestas civiles
- Aniversario de la Independencia de México: el 16 de septiembre.
- Aniversario de Acatic como municipio el 10 de octubre.

Fiestas religiosas
- Fiesta de la Candelaria: el 2 de febrero.
- Fiesta en honor de la Virgen de Guadalupe: el 12 de diciembre.
- Día de Muertos: el 2 de noviembre.
- Fiesta en honor de San Juan Bautista 24 de junio.
- Fiesta en honor de Nuestra Señora del Refugio 4 de julio (El Refugio, Paredones)
- Feria Y fiesta en Honor de Nuestra Señora del Refugio tercer domingo de enero (El Refugio, Paredones)

## Gobierno
Su forma de gobierno es democrática y depende del gobierno estatal y federal; se realizan elecciones cada 3 años, en donde se elige al presidente municipal y su gabinete. El presidente municipal es Marco Tulio Moya Díaz, del PAN, PRD y Movimiento Ciudadano, el cual fue elegido durante las elecciones democráticas celebradas el 1 de julio de 2018.

### Presidentes municipales
| Presidente municipal               | Período               | Partido político | Notas                              |
| Florencio Nuño                     | 1759                  |                  |                                    |
| Juan Flores                        | 1760                  |                  |                                    |
| Francisco Flores                   | 1761–1762             |                  |                                    |
| Lorenzo Flores                     | 1765                  |                  |                                    |
| Antonio Zavala                     | 1800                  |                  |                                    |
| Miguel Baltasar                    | 1816                  |                  |                                    |
| Ignacio Cornejo                    | 1821                  |                  |                                    |
| José Ignacio Aldrete               | 1824                  |                  |                                    |
| Rafael Barajas                     | 1827                  |                  |                                    |
| José Manuel Padilla Vizcaíno       | 1829                  |                  |                                    |
| Ramón Íñiguez                      | 1849                  |                  |                                    |
| Manuel de la Torre                 | 1849                  |                  |                                    |
| Rafael Barajas                     | 1850                  |                  |                                    |
| José María Fernández de Rueda      | 1850                  |                  |                                    |
| Cándido González                   | 1862                  |                  |                                    |
| Calito Gutiérrez                   | 1864                  |                  |                                    |
| Nepomuceno Martín del Campo        | 1865                  |                  |                                    |
| Silvano González                   | 1865                  |                  |                                    |
| Marcelino Casillas                 | 1866–1867             |                  |                                    |
| Ramón Casillas                     | 1867                  |                  |                                    |
| Simón Salcido                      | 1868                  |                  |                                    |
| Cándido González                   | 1868                  |                  |                                    |
| Marcelino Casillas                 | 1871                  |                  |                                    |
| Marcelino Casillas                 | 1873                  |                  |                                    |
| Aldino Lomelí                      | 1873                  |                  |                                    |
| Apolinar de Alva                   | 1876                  |                  |                                    |
| Rubencio Rivera                    | 1876                  |                  |                                    |
| Cándido González                   | 1877                  |                  |                                    |
| Jesús de Rueda                     | 1877                  |                  |                                    |
| Ramón Casillas                     | 1880                  |                  |                                    |
| Martín Cervantes                   | 1882                  |                  |                                    |
| Herculano Anaya                    | 1882                  |                  |                                    |
| Lino de la Torre                   | 1882                  |                  |                                    |
| Vicente de Paul González           | 1883                  |                  |                                    |
| Cándido González                   | 1883                  |                  |                                    |
| Ramón Casillas                     | 1883                  |                  |                                    |
| Cándido González                   | 1884                  |                  |                                    |
| Lino de la Torre                   | 1884                  |                  |                                    |
| Jesús I. de Rueda                  | 1885                  |                  |                                    |
| Ramón Gutiérrez                    | 1886                  |                  |                                    |
| Jesús I. de Rueda                  | 1887                  |                  |                                    |
| Cándido González                   | 1888                  |                  |                                    |
| Guadalupe Gutiérrez                | 1889                  |                  |                                    |
| Cándido González                   | 1892                  |                  |                                    |
| Cándido González                   | 1900                  |                  |                                    |
| Conrado González                   | 1901                  |                  |                                    |
| Cándido González                   | 1902                  |                  |                                    |
| Conrado González                   | 1903                  |                  |                                    |
| Marcos Gutiérrez                   | 1904–1905             |                  |                                    |
| Ramón Jiménez Gómez                | 1906                  |                  |                                    |
| Guadalupe Gutiérrez                | 1907–1908             |                  |                                    |
| Maximino Anaya                     | 1909                  |                  |                                    |
| Félix Soto                         | 1910                  |                  |                                    |
| Cándido González                   | 1911                  |                  |                                    |
| Conrado González                   | 1912                  |                  |                                    |
| Abraham González                   | 1912                  |                  |                                    |
| Félix Soto                         | 1912                  |                  |                                    |
| J. Refugio de la Torre             | 1913                  |                  |                                    |
| Guadalupe Gutiérrez                | 1913                  |                  |                                    |
| Epifanio Gómez                     | 1913                  |                  |                                    |
| Eligio Castañeda                   | 1913                  |                  |                                    |
| Maximino Anaya                     | 1914                  |                  |                                    |
| Félix Soto                         | 1915–1917             |                  |                                    |
| Ramón Jiménez                      | 1918                  |                  |                                    |
| Juan H. González                   | 1919                  |                  |                                    |
| Ramón Jiménez                      | 1920–1923             |                  |                                    |
| Alejandro González                 | 1924                  |                  |                                    |
| Margarito Medina                   | 1926                  |                  |                                    |
| Jesús Díaz                         | 1927–1928             |                  |                                    |
| Eligio Castañeda                   | 1929–1930             | PNR              |                                    |
| Ramón Jiménez                      | 1931                  | PNR              |                                    |
| Celerino González                  | 1932                  | PNR              |                                    |
| Jesús Díaz                         | 1933                  | PNR              |                                    |
| Abel Arana                         | 1934–1935             | PNR              |                                    |
| Jesús Díaz                         | 1936                  | PNR              |                                    |
| Silvano González                   | 1937                  | PNR              |                                    |
| Roberto González de la Torre       | 1938–1939             | PRM              |                                    |
| Jesús Díaz                         | 1940                  | PRM              |                                    |
| Roberto González                   | 1941                  | PRM              |                                    |
| Alfonso Pérez de la Torre          | 1943                  | PRM              |                                    |
| J. Isabel Sánchez Plascencia       | 1944                  | PRM              |                                    |
| Everardo Rivera Sánchez            | 1945–1946             | PRM              |                                    |
| Rodolfo Calderón                   | 1947                  | PRI              |                                    |
| Lino de la Torre Gómez             | 1948                  | PRI              |                                    |
| Roberto González de la Torre       | 1949–1950             | PRI              |                                    |
| Everardo Rivera Sánchez            | 1951                  | PRI              |                                    |
| Roberto González de la Torre       | 1952                  | PRI              |                                    |
| Lino de la Torre Gómez             | 1953–1955             | PRI              |                                    |
| Alfonso Pérez de la Torre          | 1956                  | PRI              |                                    |
| J. Jesús González González         | 1957–1958             | PRI              |                                    |
| Atenógenes de la Torre             | 1959–1960             | PRI              |                                    |
| Lino de la Torre Gómez             | 1961                  | PRI              |                                    |
| Ignacio González Vega              | 1962–1964             | PRI              |                                    |
| Jerónimo Robles Ramírez            | 1964                  | PRI              |                                    |
| Rodolfo González Gutiérrez         | 1965–1967             | PRI              |                                    |
| Rodolfo González Herrera           | 01-01-1968–31-12-1970 | PRI              |                                    |
| J. Jesús de la Torre de la Torre   | 01-01-1971–31-12-1973 | PRI              |                                    |
| José López Gutiérrez               | 01-01-1974–31-12-1976 | PRI              |                                    |
| Alfonso Almaraz de la Torre        | 01-01-1977–31-12-1979 | PRI              |                                    |
| Servando Miranda Valdivia          | 01-01-1980–31-12-1982 | PRI              |                                    |
| J. Jesús de la Torre de la Torre   | 01-01-1983–31-12-1985 | PRI              |                                    |
| Antonio Almaraz López              | 01-01-1986–31-12-1988 | PRI              |                                    |
| Fidel de la Torre López            | 01-01-1989–1992       | PRI              |                                    |
| José Guadalupe Ramírez Camarena    | 1992–1995             | PAN              |                                    |
| Miguel Vázquez Martínez            | 1995–1997             | PAN              |                                    |
| José Guadalupe Ramírez Camarena    | 01-01-1998–31-12-2000 | PAN              |                                    |
| Ezequiel González Jiménez          | 01-01-2001–2003       | PRI              | Pidió licencia                     |
| José de Jesús de Rosas Vega        | 2003                  | PRI              | Interino                           |
| Ezequiel González Jiménez          | 2003–31-12-2003       | PRI              | Reasumió el cargo                  |
| Rigoberto de la Torre Anaya        | 01-01-2004–31-12-2006 | PRI              |                                    |
| Martín Hernández Guerrero          | 01-01-2007–31-12-2009 | PAN              |                                    |
| Héctor Manuel Camacho Heráldez     | 01-01-2010–30-09-2012 | PAN              |                                    |
| Arturo Hernández Carbajal          | 01-10-2012–30-09-2015 | PRI PVEM         | Coalición "Compromiso por Jalisco" |
| Antonio Cruz de la Torre Ruvalcaba | 01-10-2015–30-09-2018 | PAN              |                                    |
| Marco Tulio Moya Díaz              | 01-10-2018–30-09-2021 | PAN PRD MC       |                                    |
| Marco Tulio Moya Díaz              | 01-10-2021–30-09-2024 | PAN              | Fue reelegido el 06-06-2021        |
| Sandra Castañeda Alatorre          | 01-10-2024–           | MC               |                                    |

## Personas destacadas
- Rubén González Sánchez, benefactor
- Párroco Miguel Ramos Domínguez, benefactor
- Párroco Vicente Magallón García, benefactor
- María del Refugio Hernández (Cuquita), deportista
- Anastasio de la Torre, jefe político
- Dámaso Díaz Castellano, presbítero
- David Rodríguez, seleccionado olímpico
- Gregorio Ruiz, militar
- José Gómez, militar
- María Josefa Campos, monja
- Juan Nepomuceno Ibarra, militar
- Manuel Villegas Alcalde, indígena
- Martín Ramírez, militar
- Jesús de Rueda, militar
- Simón Salcido, político
- Silvano González, político
- Marcelino Casillas, político
- Calixto Gutiérrez, político
- Doctor Talancón, médico humanista
- Miguel Gómez Loza, mártir, beato y gobernador cristero